# Équipe de Guinée féminine de football
Cet article traite de l'équipe féminine. Pour l'équipe masculine, voir Équipe de Guinée de football.
Maillots
L'équipe de Guinée féminine de football est une sélection des meilleures joueuses guinéennes sous l'égide de la Fédération de Guinée de football.

## Histoire
Le premier match officiel est une rencontre face au Nigeria le 4 mai 1991 pour le compte des qualifications pour la Coupe du monde de football féminin. Les Guinéennes s'inclinent sur le score de 3 buts à 0.